# Nordschwarzwald Triathlon
Der Nordschwarzwald Triathlon ist eine Triathlonveranstaltung, die jährlich im August in Nagold im Landkreis Calw in Baden-Württemberg als Einzel- und Staffelwettbewerb über die Langdistanz (3,8 km Schwimmen, 180 km Radfahren und 42,195 km Laufen) und über die Sprintdistanz (400 m Schwimmen, 20 km Radfahren und 5 km Laufen) stattfindet. Zusätzlich werden AquaBike über die Langdistanz (3,8 km Schwimmen und 180 km Radfahren) und Einzelzeitradfahren über 50 km und 100 km angeboten.

## Historie
Die Premierenveranstaltung fand am 8./9. August 2024 statt. Insgesamt gingen 471 Athletinnen und Athleten über alle Wettbewerbe an den Start, davon 71 Einzelstarter/innen über die Langdistanz. Es war die erste Langdistanz in der Geschichte des Triathlon in Baden-Württemberg. Am 10. August 2025 wurden über die Langdistanz die Deutschen Meisterschaften der Deutschen Triathlon Union für alle Altersklassen und die Elite ausgetragen.

## Organisation
Veranstalter ist die TriEvents Baden-Württemberg gGmbH, eine gemeinnützige Tochtergesellschaft vom Baden-Württembergischen Triathlonverband e.V. Geschäftsführer und zuständig für die Organisation ist Gundolf Greule.

## Strecken
Langdistanz
- Schwimmen: 2 Runden a 1,9 km mit Landgang in der Nagoldsperre.
- Radfahren: Zufahrt von der Nagoldtalsperre über Altensteig nach Nagold (27 km) sowie 3 Runden à 51 km von Nagold über Mindersbach, Wart, Zwerenberg, Simmersfeld, Berneck, Rohrdorf zurück nach Nagold. Die Radstrecke hat wegen der Abfahrt von der Nagoldtaltsperre 1.484 hm aufwärts und −1.639 hm abwärts.
- Laufen: 4 Runden durch den Ort Nagold (ab 2025).

Sprintdistanz
- Schwimmen: 400 m im Freibad Nagold
- Radfahren: 20 km Rundkurs Nagold, Mindersbach, Ebershardt, Ebhausen, Rohrdorf, Nagold
- Laufen: 2 Runden durch den Ort Nagold

## Galerie

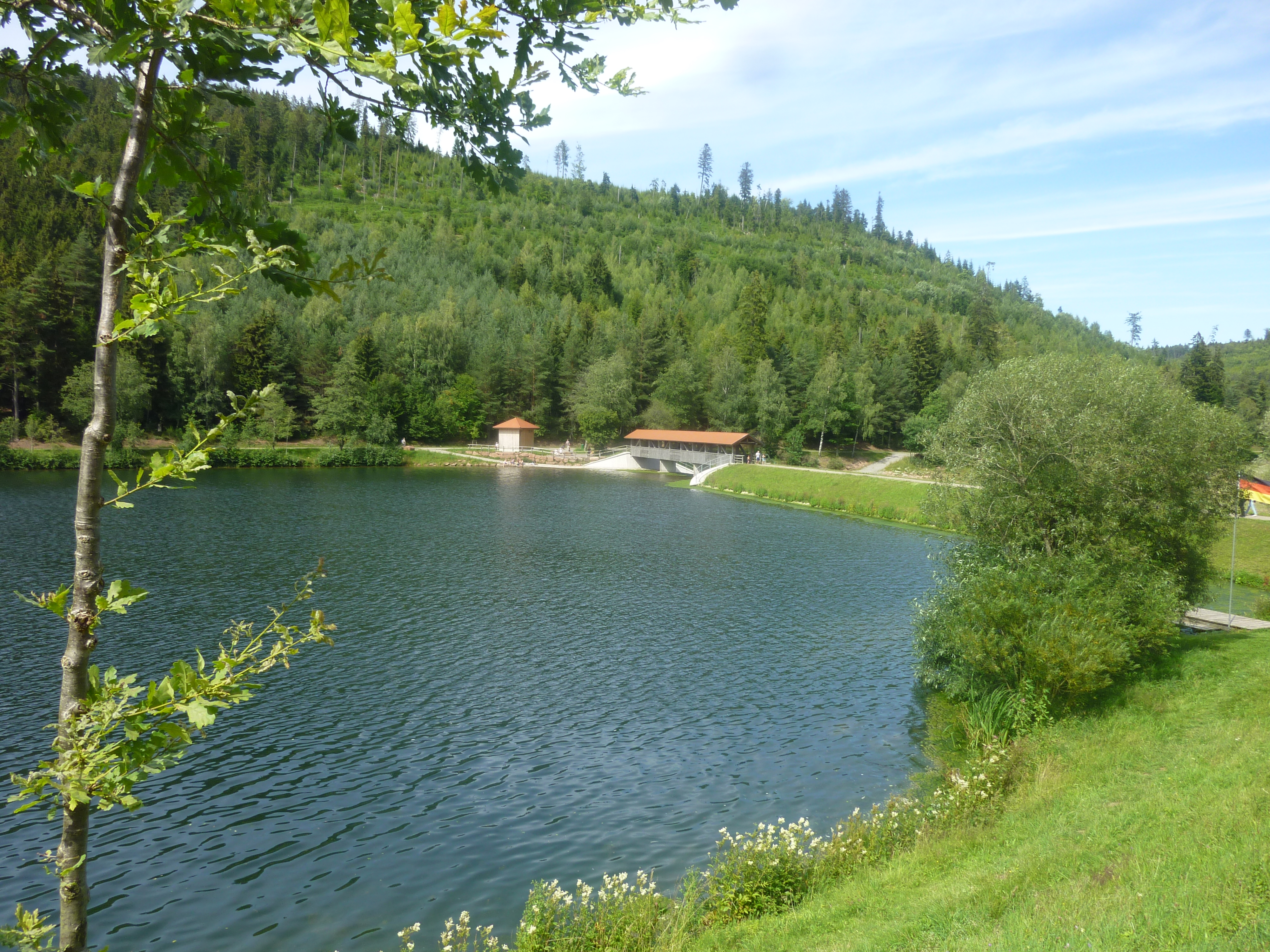
Vorsperre der Nagold (Fluss)
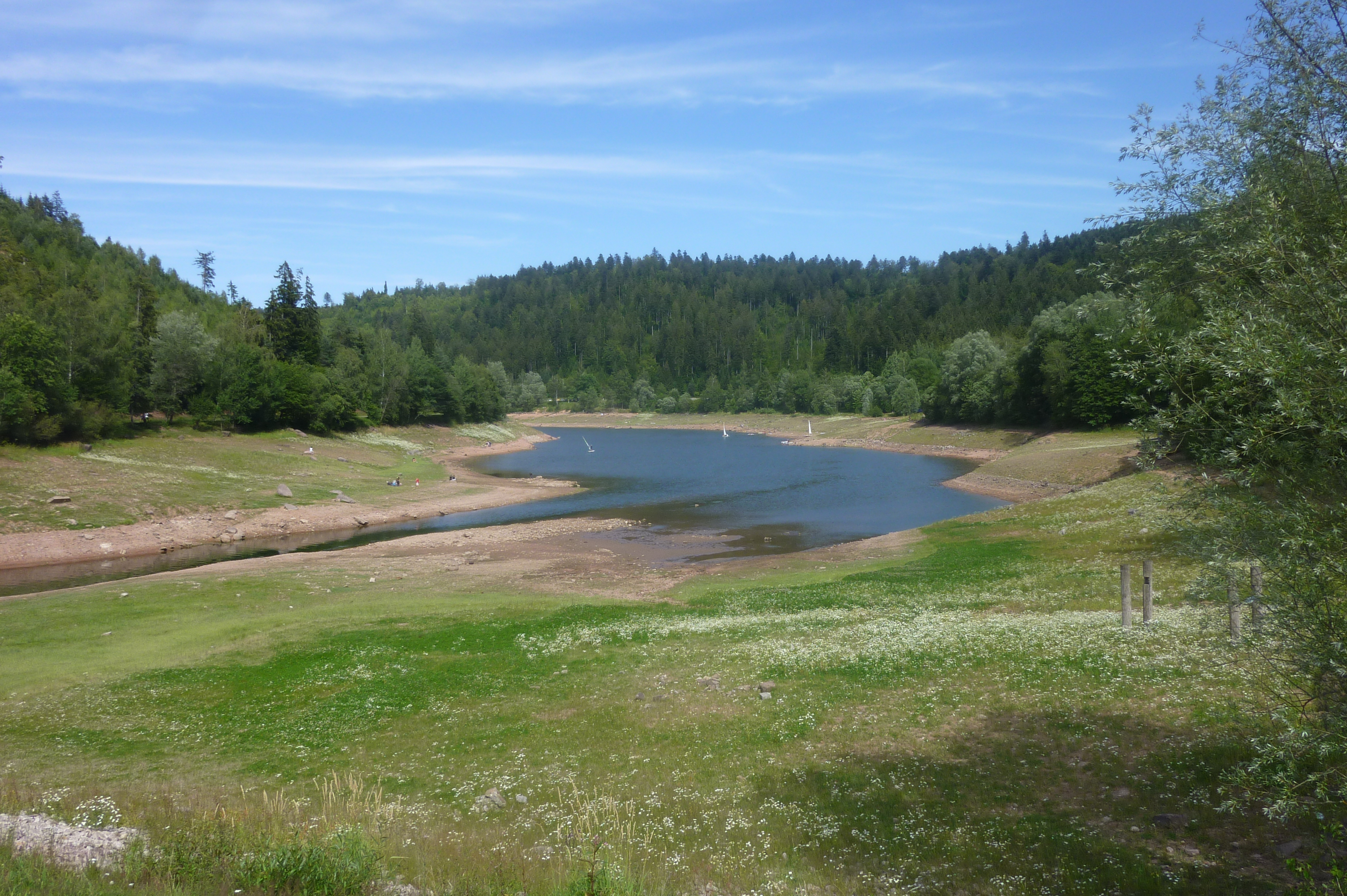
Unterer Teil des Stausees bei Niedrigwasser
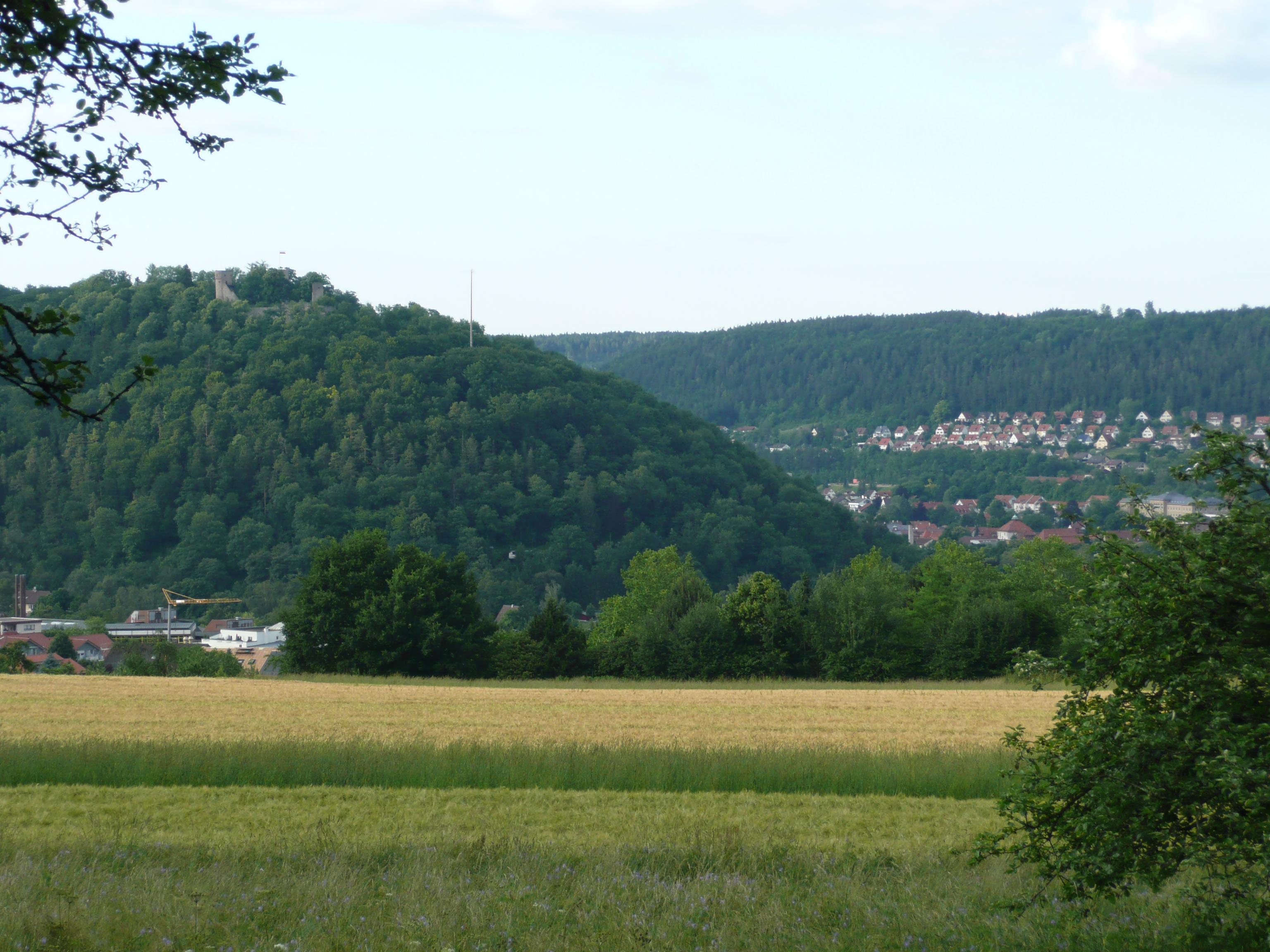
Stadt Nagold – Panorama
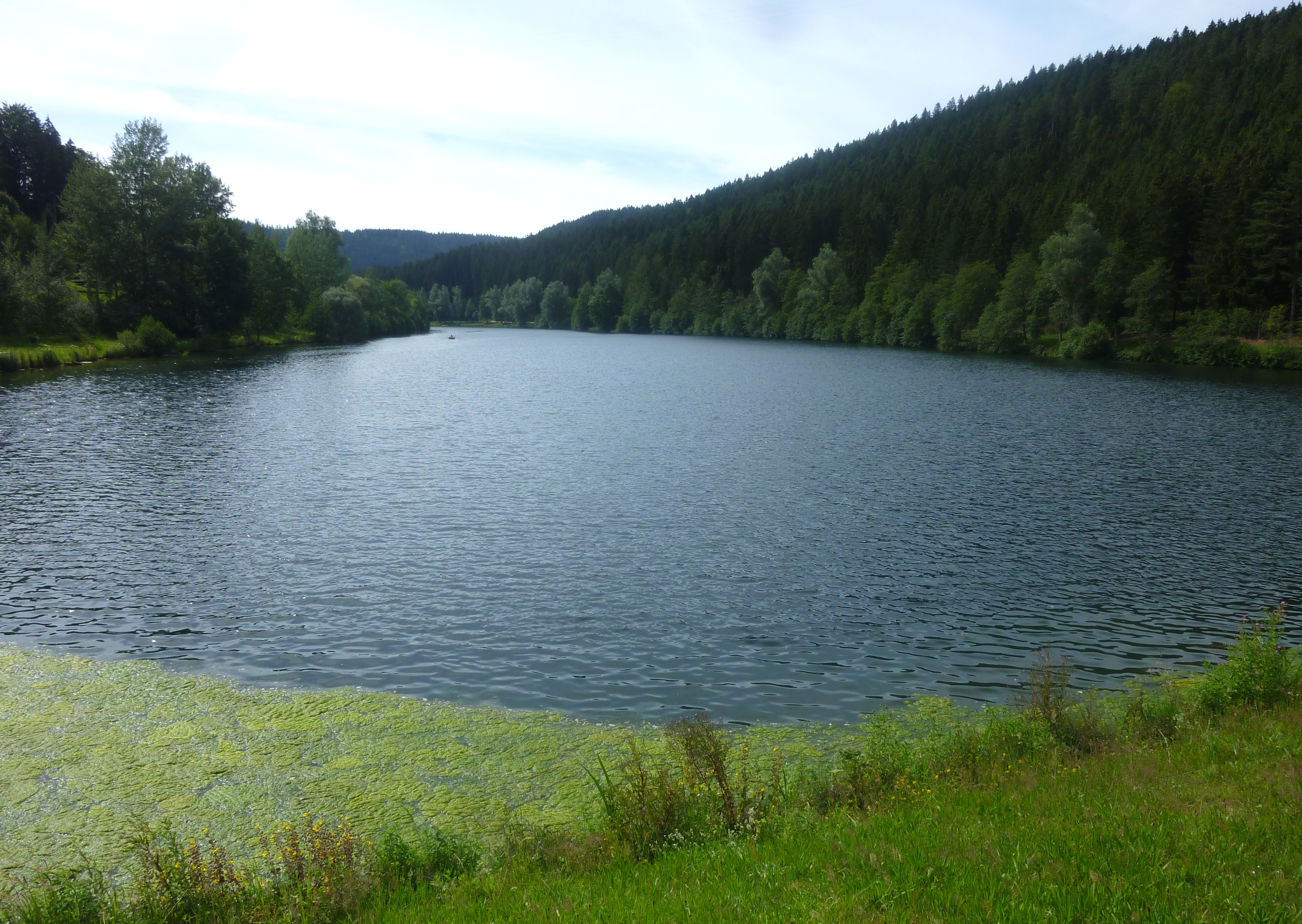
Nagold-Stausee

## Ergebnisse

### Langdistanz
| N ° | Datum/Jahr    | Männer          | Männer       | Männer              | Frauen                | Frauen        | Frauen         |
| N ° | Datum/Jahr    | 1. Platz        | 2. Platz     | 3. Platz            | 1. Platz              | 2. Platz      | 3. Platz       |
| --- | ------------- | --------------- | ------------ | ------------------- | --------------------- | ------------- | -------------- |
| 2   | 10. Aug. 2025 | Max Menzel (SR) | Timo Pippart | Philip Schleifer    | Anna Maria Melzer     | Eva Herbold   | Sarah Becker   |
| 1   | 14. Aug. 2024 | Pascal Tischler | Max Menzel   | Markus Sommerhalter | Kristina Grieger (SR) | Nicole Müller | Nicole Letford |

| DTU – Deutsche Meisterschaft Triathlon, Langdistanz |